# ایزابل هرلوسن
ایزابل هرلوسن (انگلیسی: Isabell Herlovsen؛ زادهٔ ۲۳ ژوئن ۱۹۸۸) یک بازیکن فوتبال اهل نروژ است.
از باشگاه‌هایی که در آن بازی کرده‌است می‌توان به باشگاه فوتبال زنان المپیک لیون اشاره کرد.